# Бохушовице на Охри
Бохушовице на Охри (чеш. Bohušovice nad Ohří) град је у Чешкој Републици. Град се налази у управној јединици Устечки крај, у оквиру којег припада округу Литомјержице.

## Становништво
Према подацима о броју становника из 2014. године град је имао 2.543 становника.